# کونگتسه (شهرستان سووبیتسه)
کونگتسه (به لهستانی:  Kunice) یک روستا در لهستان است که در گمینا سووبیتسه (استان لوبوسکی) واقع شده‌است.
 کونگتسه  ۸۰ نفر جمعیت دارد.